# Xenochelifer davidi
Xenochelifer davidi är en spindeldjursart som beskrevs av Chamberlin 1949. Xenochelifer davidi ingår i släktet Xenochelifer och familjen tvåögonklokrypare. Inga underarter finns listade i Catalogue of Life.